# フェリックス・ヘルナンデス
- フェリックス・エルナンデス

フェリックス・エイブラハム・ヘルナンデス・ガルシア（Félix Abraham Hernández García, 1986年4月8日 - ）は、ベネズエラのカラボボ州バレンシア出身の元プロ野球選手（投手）。右投右打。愛称は「キング・フェリックス」。ベースボール・ユナイテッドのドバイ・ウルブズの名誉GMを務める。

## 経歴

### プロ入りとマリナーズ時代
14歳の時点で既に速球は145km/hを記録し、契約解禁年齢の16歳の誕生日までにシアトル・マリナーズ、アトランタ・ブレーブス、ニューヨーク・ヤンキース、ヒューストン・アストロズなどが獲得に乗り出した。最終的に大ファンであるフレディ・ガルシアがエースとして活躍していたマリナーズを選択し、2002年7月に契約。そのころから「将来のエース」、「10年に1人の逸材」と言われ続けた。2003年にA級ウィスコンシン・ティンバーラトラーズ、2004年にA+級インランド・エンパイア・シックスティシクサーズとAA級サンアントニオ・ミッションズ、2005年にAAA級タコマ・レイニアーズでプレー。
2005年8月4日のデトロイト・タイガース戦にて、19歳でメジャーデビューを果たす。初先発初勝利はならなかったものの、8月9日のミネソタ・ツインズ戦で2度目の先発登板で初勝利。同年は12試合に先発登板し4勝4敗・防御率2.67を記録した。
2006年6月11日に初完投、8月28日に初完封を記録（共にロサンゼルス・エンゼルス戦）。開幕から25試合目までに56の四球を与え、課題の制球難が顕著に現れたが、最後の6試合にはその数は4に抑えるなど、成長を見せた。首脳陣は肘や肩の故障を恐れ、同年シーズンの投球回数を春季キャンプを併せて200イニング程度に抑える決定を下し、スライダーを投げることを事実上禁止した。夏場にはローテーションを飛ばし、他の投手に投げさせたり、最後に登板予定だったスケジュールをキャンセルした。
2008年6月23日のニューヨーク・メッツとの交流戦にて、2回表に2死満塁で打席に立ち、右中間に満塁本塁打を放った。満塁本塁打はアメリカンリーグの投手では37年ぶり、マリナーズの投手では球団史上初であった。
2009年はシーズン開幕前の3月に開催された第2回ワールド・ベースボール・クラシック（WBC）のベネズエラ代表に選出された。同大会では2勝を挙げ、ベネズエラの決勝ラウンド進出に貢献。
シーズンでは自身初の開幕投手やオールスター選出を果たしたほか、リーグ最多タイの19勝（5敗）で球団史上初となる最多勝のタイトルを獲得。勝率や被打率でもリーグ1位の数字を残し、奪三振数は自身初めて200を超えた。そのほか、月間最優秀投手を2度受賞するなど1年通して安定した投球内容でチームを支えた。サイ・ヤング賞レースではザック・グレインキーに敗退し受賞はならなかったものの、ジャスティン・バーランダー、CC・サバシア、ロイ・ハラデイといった好投手を抑えて2位を記録した。
2010年8月25日のボストン・レッドソックスとのダブルヘッダー第2戦でデビッド・オルティーズから空振り三振を奪い、球団史上4人目、また史上3番目の若さでの通算1000奪三振を達成した。最優秀防御率のタイトルを獲得。また、2年連続で最小被打率を記録したほか、先発登板数・投球回・クオリティ・スタート数でも1位、奪三振数・WHIPで2位、完投数・完封数で3位を記録。シーズンを通してハイレベルな投球を続けた一方で打線の援護には恵まれず、勝利数は伸びなかったものの、その投球内容の良さが評価され、先発投手としては当時史上最少となる13勝（12敗）でサイ・ヤング賞を獲得した。
2011年は前年のような安定感のある内容には欠けたものの、先発投手陣の柱としてチームを支え、2年ぶり2度目のオールスター選出を果たした。このシーズンで14勝（14敗）を記録したことで通算85勝となり、球団入りのきっかけにもなった大ファンであるフレディ・ガルシアがマリナーズで記録した通算76勝を超えた。その他、自身の記録としては3年連続5度目の2桁勝利・6年連続6度目の30先発登板・4年連続4度目の200投球回・3年連続3度目の200奪三振を記録した。
2012年は3月に東京ドームで開催されたMLB日本開幕戦に先発した。序盤は球速が上がらず心配されたが、徐々に復調し、8月15日の本拠地でのタンパベイ・レイズ戦において、史上初の記録となるシーズン3人目のMLB史上23人目となる完全試合を達成。マリナーズでは球団史上初の完全試合投手となった。最終的にリーグ最多の5完封勝利を含む13勝（9敗）を記録した。
2013年はシーズン開幕前の1月に第3回WBCベネズエラ代表の暫定メンバーに選出された。2月13日にマリナーズと7年総額1億7500万ドルを結んだ。この契約はCC・サバシアの7年総額1億6100万ドルを超えて投手史上最高額となった（2014年現在では投手史上3位の金額）。2月8日にWBCへの参加を辞退することを発表し、ツイッター上でベネズエラのファンに謝罪した。正式契約前の身体検査で肘に異常が見つかり、一時は契約の成立が不安視されたが、2月12日に正式に契約延長を行った。シーズンでは4月22日のアストロズ戦で通算100勝を達成。シーズンを通しては12勝10敗、防御率3.04だった。
2014年7月25日、7回1失点で降板し、1971年にトム・シーバーが記録した13試合連続7イニング以上2失点以下のメジャー記録に並んだ。最終的には、8月11日までの16試合連続に更新した。前述の連続好投記録などもあり、シーズンを通して活躍して最優秀防御率のタイトルも獲得し、サイ・ヤング賞の最有力候補と見られていたが、受賞したのはコーリー・クルーバーであった。ヘルナンデスはクルーバーより、防御率、被打率、WHIP、QS率などでは大きく上回ったが、勝利数、奪三振数、FIP、WARの差が勝敗を分けたと言われている。なお、防御率（2.14）およびWHIP（0.915）は21世紀に入ってからのアメリカンリーグでは最高の記録であった。
2015年5月10日のオークランド・アスレチックス戦、サム・ファルドから三振を奪い、史上4番目の若さ（29歳1ヶ月）で通算2000奪三振を達成した。7月には5年連続でオールスターのメンバーに選出され、ア・リーグの2番手としてマウンドに登り、1.0イニングを無安打無失点・1奪三振に抑えた。レギュラーシーズンでは、リーグトップタイの2完封勝利を含む同3位タイの18勝を挙げたが、防御率3.53は2007年以来となる3.50超の数字と、例年よりやや打ち込まれた。また、奪三振が減少して191に留まり、7シーズンぶりに200の水準を割り込むなど、ヘルナンデスの実力から見れば、やや不振のシーズンを過ごした。
2016年6月1日に右脹脛痛により2008年以来となる故障者リスト入りとなった。7月に復帰を果たしたが、この離脱が響き、シーズンでは11勝を挙げたものの9年ぶりに年間200イニングに届かず、防御率も2年連続で悪化し3.82であった。オフの12月5日に第4回WBCのベネズエラ代表に選出された。
2017年開幕前に選出されていた第4回WBCに参加。3月15日のアメリカ合衆国戦に先発登板し、アメリカ合衆国は同じマリナーズに所属するドリュー・スマイリーが先発登板したため、マリナーズ対決として注目を受けた。シーズンでは4月25日のタイガース戦で右肩の張りを訴えて降板し、翌日に同箇所の炎症で故障者リストに登録された。この年は前年以上に登板数が減少し、6勝5敗・防御率4.36と2008年以来の一桁勝利に終わった。9月24日にアメリカ合衆国に帰化した。
2018年は球団史上初にしてMLB史上6人目の10年連続開幕投手を務めたが、更に調子を崩し、8月にはメジャー14年目にして初となるリリーフに配置転換された。この年は年間通して調子が上がらず、29試合登板（先発28試合）で8勝14敗・防御率5.55・WHIP1.40と散々なシーズンに終わった。
2019年は東京でのMLB日本開幕戦にマリナーズの選手として帯同。しかし、開幕投手を11年ぶりに逃した。5月11日のボストン・レッドソックス戦、史上6番目の若さで通算2500奪三振に到達した。しかし直後に故障者リスト入りし、右広背筋の怪我で１カ月離脱の見込みとされた。6月中旬にAAA級タコマでリハビリ登板を始め、8月24日のトロント・ブルージェイズ戦でメジャー復帰。契約最終年である同年も結果を残せなかったことで退団が確実視され、9月26日のアスレチックスとのホームゲームがマリナーズの一員として最終登板になった。6.1回を3失点としたところで交代を告げられると、少し涙しながらマウンドを降りた。最終的に15先発で1勝8敗・防御率6.40とメジャー以降最低の成績でシーズンを終えた。オフの10月31日にFAとなった。

### マリナーズ退団後
2020年1月22日にアトランタ・ブレーブスとマイナー契約を結んだことが発表された。メジャーに昇格した場合は給与として100万ドルが支払われる。オープン戦好調だったが、シーズンが短縮になるほど猛威を振るった新型コロナウイルス感染症への懸念から、プレーしないことを決断した。オフにFAとなった。
またこの年の5月に米メディア「ブリーチャーリポート」により通算200勝、3000奪三振の到達後に現役引退する意向が伝えられた。

### オリオールズ傘下時代
2021年2月3日にボルチモア・オリオールズとマイナー契約を結んだ。メジャーに昇格した場合は給与として100万ドルが支払われる。しかし、3月29日に肘の故障のため本人の申し出により契約解除となった。
2023年1月11日、マリナーズ野球殿堂入りすることが発表された。
4月23日にベースボール・ユナイテッドの共同オーナーとして参入した。その後、8月3日に発足したドバイ・ウルブズの名誉GMとなった。

## 選手としての特徴
スリークォーターから2種類の速球（シンカー、フォーシーム）、速く鋭いチェンジアップ、曲がりの大きなスライダー、カーブなどを使用する。特にチェンジアップは高評価を受けており、MLB全球団の監督を対象にした部門別ベスト選手アンケートではアメリカン・リーグのチェンジアップ部門は2年連続（2014年と2015年）で1位を獲得した。スライダーも投げられるが、コーチ陣が肘の怪我を恐れて2006年（20歳の時点）まで投球を禁止していた。
元々豪速球投手として有名で、キャリアの初期には時折100mph（約161km/h）に達しており、2006年はMLBの先発投手の中でも、速球の平均球速が95mph（約152.9km/h）を越えるのはヘルナンデスの95.2mph（約153.2km/h）とデトロイト・タイガースのジャスティン・バーランダーの95.1mph（約153km/h）だけだと言われていた。しかしその後は選手生活を通じて下がり続けており、2010年の平均球速は94.1mph（約151.4km/h）、2015年は92.8mph（約149.3km/h）、2019年は90.4mph（約145.5km/h）となっている。30代になる前に、球速が大幅に下がりだした。2012年ごろから速球の割合が減り、チェンジアップやカーブを増えた。
また、内野ゴロを打たせることに長けた典型的なグラウンドボールピッチャーで、被本塁打や被長打が比較的少ない。GB/FB（全ゴロ数÷全フライ数）は通算で1.89を記録しており、デビュー当初から常にリーグ上位に入っている。
自分のボールに絶対的な自信を持っており、上記の様な状況でシンカー等の速球系の球を投げたがるヘルナンデスに対し変化球を要求する捕手の城島健司とは衝突が絶えず、2006年12月27日にNHKで放映された城島の特集番組でのインタビューに応じた彼は「捕手はただ、投手が投げたいボールを受ければいいんだ。城島のリードなんて、僕は認めないよ」と言っている。この番組収録後の2007年シーズン、開幕投手として選ばれたその試合は、城島と組んで息の合った投球を見せ、8回無失点12奪三振で勝利投手となった。試合後には「やっとバッテリーというか、心が通い合う関係を築けたような気がする。僕が何を投げたいのか、彼は理解してくれている。今は、気持ちよくジョーに投げられる」とも語っている。
しかし2009年には、城島と組んだ序盤の5試合で1勝3敗、防御率7.22という結果に終わり、その後はロブ・ジョンソンなど、城島以外の捕手を相手に投げるようになった。そのため、自身が登板する日は城島は休養を取ることになった。

### キングス・コート
マリナーズの本拠地・セーフコ・フィールドには、三塁側のレフトポール近くに「キングス・コート（王の謁見場）」と呼ばれるヘルナンデスを応援するための特別区画がある。この席のチケットを購入すると、トランプのキングをデザインした黄色のTシャツと、黄色地に大きくKと書かれたKカードをもらうことができる。この席にいる約1500人のファンが配布された黄色のTシャツを着て観戦するので、遠目からでも黄色で埋め尽くされているのがはっきりわかる。そして試合中にヘルナンデスがバッターを2ストライクに追い込むと、ファンは配布されたKカードを頭上に掲げ「K、K、K」と連呼して奪三振を期待する。
この特別区画は2011年5月28日に開設され、スタジアムにこのような特別応援席が設けられるのはMLB史上初めての試みだった。

## 詳細情報

### 年度別投手成績
| 年 度     | 球 団     | 登 板 | 先 発 | 完 投 | 完 封 | 無 四 球 | 勝 利 | 敗 戦 | セ 丨 ブ | ホ 丨 ル ド | 勝 率 | 打 者 | 投 球 回 | 被 安 打 | 被 本 塁 打 | 与 四 球 | 敬 遠 | 与 死 球 | 奪 三 振 | 暴 投 | ボ 丨 ク | 失 点 | 自 責 点 | 防 御 率 | W H I P |
| --------- | --------- | ----- | ----- | ----- | ----- | -------- | ----- | ----- | -------- | ----------- | ----- | ----- | -------- | -------- | ----------- | -------- | ----- | -------- | -------- | ----- | -------- | ----- | -------- | -------- | ------- |
| 2005      | SEA       | 12    | 12    | 0     | 0     | 0        | 4     | 4     | 0        | 0           | .500  | 328   | 84.1     | 61       | 5           | 23       | 0     | 2        | 77       | 3     | 0        | 26    | 25       | 2.67     | 1.00    |
| 2006      | SEA       | 31    | 31    | 2     | 1     | 2        | 12    | 14    | 0        | 0           | .462  | 816   | 191.0    | 195      | 23          | 60       | 2     | 6        | 176      | 11    | 0        | 105   | 96       | 4.52     | 1.34    |
| 2007      | SEA       | 30    | 30    | 1     | 1     | 0        | 14    | 7     | 0        | 0           | .667  | 808   | 190.1    | 209      | 20          | 53       | 4     | 3        | 165      | 7     | 1        | 88    | 83       | 3.92     | 1.38    |
| 2008      | SEA       | 31    | 31    | 2     | 0     | 0        | 9     | 11    | 0        | 0           | .450  | 857   | 200.2    | 198      | 17          | 80       | 7     | 8        | 175      | 8     | 1        | 85    | 77       | 3.45     | 1.39    |
| 2009      | SEA       | 34    | 34    | 2     | 1     | 0        | 19    | 5     | 0        | 0           | .792  | 977   | 238.2    | 200      | 15          | 71       | 0     | 8        | 217      | 17    | 1        | 81    | 66       | 2.49     | 1.14    |
| 2010      | SEA       | 34    | 34    | 6     | 1     | 1        | 13    | 12    | 0        | 0           | .520  | 1001  | 249.2    | 194      | 17          | 70       | 1     | 8        | 232      | 14    | 1        | 80    | 63       | 2.27     | 1.06    |
| 2011      | SEA       | 33    | 33    | 5     | 0     | 2        | 14    | 14    | 0        | 0           | .500  | 964   | 233.2    | 218      | 19          | 67       | 0     | 7        | 222      | 12    | 1        | 99    | 90       | 3.47     | 1.22    |
| 2012      | SEA       | 33    | 33    | 5     | 5     | 2        | 13    | 9     | 0        | 0           | .591  | 939   | 232.0    | 209      | 14          | 56       | 0     | 12       | 223      | 13    | 2        | 84    | 79       | 3.06     | 1.14    |
| 2013      | SEA       | 31    | 31    | 0     | 0     | 0        | 12    | 10    | 0        | 0           | .545  | 823   | 204.1    | 185      | 15          | 46       | 1     | 3        | 216      | 13    | 0        | 74    | 69       | 3.04     | 1.13    |
| 2014      | SEA       | 34    | 34    | 0     | 0     | 0        | 15    | 6     | 0        | 0           | .714  | 912   | 236.0    | 170      | 16          | 46       | 1     | 5        | 248      | 18    | 0        | 68    | 56       | 2.14     | 0.92    |
| 2015      | SEA       | 31    | 31    | 2     | 2     | 1        | 18    | 9     | 0        | 0           | .667  | 826   | 201.2    | 180      | 23          | 58       | 0     | 9        | 191      | 10    | 0        | 80    | 79       | 3.53     | 1.18    |
| 2016      | SEA       | 25    | 25    | 0     | 0     | 0        | 11    | 8     | 0        | 0           | .579  | 655   | 153.1    | 138      | 19          | 65       | 0     | 10       | 122      | 6     | 0        | 76    | 65       | 3.82     | 1.32    |
| 2017      | SEA       | 16    | 16    | 0     | 0     | 0        | 6     | 5     | 0        | 0           | .545  | 368   | 86.2     | 86       | 17          | 26       | 0     | 6        | 78       | 8     | 0        | 46    | 42       | 4.36     | 1.29    |
| 2018      | SEA       | 29    | 28    | 0     | 0     | 0        | 8     | 14    | 0        | 0           | .364  | 685   | 155.2    | 159      | 27          | 59       | 0     | 12       | 125      | 11    | 0        | 107   | 96       | 5.55     | 1.40    |
| 2019      | SEA       | 15    | 15    | 0     | 0     | 0        | 1     | 8     | 0        | 0           | .111  | 325   | 71.2     | 85       | 17          | 25       | 0     | 6        | 57       | 5     | 0        | 58    | 51       | 6.40     | 1.54    |
| MLB：15年 | MLB：15年 | 419   | 418   | 25    | 11    | 8        | 169   | 136   | 0        | 0           | .554  | 11284 | 2729.2   | 2487     | 264         | 805      | 16    | 105      | 2524     | 156   | 7        | 1157  | 1037     | 3.42     | 1.21    |

- 2020年度シーズン終了時
- 各年度の太字はリーグ最高

### 年度別守備成績
| 年 度 | 球 団 | 投手（P） | 投手（P） | 投手（P） | 投手（P） | 投手（P） | 投手（P） |
| 年 度 | 球 団 | 試 合     | 刺 殺     | 補 殺     | 失 策     | 併 殺     | 守 備 率  |
| ----- | ----- | --------- | --------- | --------- | --------- | --------- | --------- |
| 2005  | SEA   | 12        | 11        | 16        | 0         | 1         | 1.000     |
| 2006  | SEA   | 31        | 16        | 25        | 0         | 0         | 1.000     |
| 2007  | SEA   | 30        | 13        | 24        | 1         | 2         | .974      |
| 2008  | SEA   | 31        | 14        | 31        | 1         | 4         | .978      |
| 2009  | SEA   | 34        | 29        | 24        | 1         | 3         | .981      |
| 2010  | SEA   | 34        | 15        | 37        | 2         | 2         | .963      |
| 2011  | SEA   | 33        | 27        | 28        | 2         | 4         | .965      |
| 2012  | SEA   | 33        | 11        | 24        | 2         | 3         | .946      |
| 2013  | SEA   | 31        | 7         | 15        | 2         | 2         | .917      |
| 2014  | SEA   | 34        | 11        | 25        | 1         | 2         | .973      |
| 2015  | SEA   | 31        | 13        | 26        | 2         | 2         | .951      |
| 2016  | SEA   | 25        | 6         | 20        | 2         | 1         | .929      |
| 2017  | SEA   | 16        | 4         | 7         | 1         | 1         | .917      |
| 2018  | SEA   | 29        | 10        | 14        | 2         | 1         | .923      |
| 2019  | SEA   | 15        | 1         | 5         | 0         | 0         | 1.000     |
| MLB   | MLB   | 419       | 188       | 321       | 19        | 28        | .964      |

- 2020年度シーズン終了時
- 各年度の太字はリーグ最高

### タイトル
- 最多勝利：1回（2009年）
- 最優秀防御率：2回（2010、2014年）

### 表彰
- サイ・ヤング賞：1回（2010年）
- シアトル・マリナーズ球団MVP：4回（2008年 - 2011年）
- ルイス・アパリシオ賞（2009年）※傑出した記録を残したベネズエラ人選手に贈られるベネズエラの表彰。史上5人目の受賞
- アメリカンリーグ月間最優秀投手：2回（2009年6月、2009年9月、2012年8月、2014年6月）
- The Sporting News
  - AL Pitcher of the year（2010年）

### 記録
- MLBオールスターゲーム選出：5回（2009年、2011年 - 2014年）
- 年度1位記録
  - 最高勝率：1回（2009年）
  - 最多投球回：1回（2010年）
  - 最小被打率：3回（2009年、2010年、2014年）
  - 最小WHIP：1回（2014年）
  - 投手最多刺殺：1回（2009年）
- その他記録
  - シーズン防御率：2.14（2014年）※球団記録
  - 2年連続最小被打率（2009年 - 2010年）※球団タイ記録
  - 18試合連続クオリティ・スタート（2009年8月1日 対テキサス・レンジャーズ - 2010年4月26日 対カンザスシティ・ロイヤルズ）※球団記録
  - 1イニング4奪三振（2010年6月3日 対ミネソタ・ツインズ戦）※球団史上3人目、アメリカンリーグ史上20人目[51]
  - 通算1000奪三振（2010年8月25日）※球団史上4人目。史上3番目の若さ。また、24歳139日での達成は1952年以降でバート・ブライレブン（23歳121日）、ドワイト・グッデン（23歳249日）に次ぐ3番目の若さ
  - 完全試合（2012年8月15日、対タンパベイ・レイズ戦）※MLB史上23人目、球団史上初

### 背番号
- 59（2005年）
- 34（2006年 - 2019年）

### 代表歴
- 2009 ワールド・ベースボール・クラシック・ベネズエラ代表
- 2017 ワールド・ベースボール・クラシック・ベネズエラ代表